# 伊豆見元
伊豆見 元（いずみ はじめ、1950年6月29日 - ）は、日本の政治学者（国際関係論・北東アジアの安全保障・朝鮮半島の政治外交）。学位は、国際学修士（上智大学・1977年）。東京国際大学国際戦略研究所教授、静岡県立大学名誉教授・附属現代韓国朝鮮研究センター名誉センター長。
財団法人平和・安全保障研究所主任研究員、静岡県立大学国際関係学部助教授、ハーバード大学高等研究員、静岡県立大学国際関係学部教授、静岡県立大学附属現代韓国朝鮮研究センターセンター長（初代）、現代韓国朝鮮学会会長などを歴任した。

## 概要
東京都出身の国際政治学者である。国際関係論、北東アジアの安全保障、および、朝鮮半島の政治外交などを専門としている。『NHKニュース』などでは、朝鮮民主主義人民共和国関連の報道にて平岩俊司とともに出演することが多い。また、日本の拉致問題対策本部による北朝鮮向けラジオ放送「ふるさとの風」、および、その朝鮮語放送「イルボネパラム」（＝日本の風）にてニュースの解説を担当している。

## 来歴

### 生い立ち
1950年6月に生まれた。中央大学に進学し、法学部の政治学科にて学んだ。1974年、中央大学を卒業した。その後、上智大学の大学院に進学し、外国語学研究科の国際関係論専攻にて学んだ。1977年、上智大学の大学院における博士課程前期を修了した。それにともない、国際学修士の学位を取得した。

### 研究者として
1979年、財団法人であった平和・安全保障研究所に入所し、研究員として着任した。1986年には、平和・安全保障研究所の主任研究員に昇任した。1987年、静岡県立大学に転じ、国際関係学部の助教授に就任した。また、静岡県立大学の大学院においては、国際関係学研究科の助教授を兼務した。それと並行し、1991年からはハーバード大学の高等研究員を兼任していた。1995年には、静岡県立大学の国際関係学部にて教授に昇任した。国際関係学部では、主として国際言語文化学科のアジア文化コースの講義を担当し、アジア国際関係論のゼミを受け持った。また、静岡県立大学の大学院においては、国際関係学研究科の教授を兼務した。国際関係学研究科では、主として比較文化専攻の講義を担当した。2003年には、静岡県立大学に新設された附属現代韓国朝鮮研究センターにて、センター長に就任した。2016年3月31日、静岡県立大学を定年退職した。なお、政策研究大学院大学においては、客員教授を務めていた。2016年4月からは、東京国際大学に転じ、国際戦略研究所の教授に就任した。また、同年、古巣である静岡県立大学より、名誉教授の称号が授与された。さらに、静岡県立大学の附属現代韓国朝鮮研究センターにて初代センター長を務めたことから、名誉センター長の称号が授与された。

## 研究
専門は政治学であり、特に国際関係論、北東アジアの安全保障、および、朝鮮半島の政治外交など国際政治学に関する分野を専門としている。具体的には、朝鮮半島の非核化と日米協力についての研究や、北東アジアの安全保障と日本についての研究に取り組んだ。これらの学識経験により、財団法人である静岡総合研究機構においては、北東アジア研究所の所長を務めた。日韓協力委員会や日韓文化協会においては、理事を務めた。また、一般財団法人である霞山会においては、評議員を務めていた。

## 略歴
- 1950年 - 誕生[2]。
- 1969年 - 東京都立広尾高等学校卒業。
- 1974年 - 中央大学法学部卒業[3]。
- 1977年 - 上智大学大学院外国語学研究科博士課程前期修了[3]。
- 1979年 - 平和・安全保障研究所研究員[6]。
- 1986年 - 平和・安全保障研究所主任研究員[6]。
- 1987年 - 静岡県立大学国際関係学部助教授[6]。
- 1987年 - 静岡県立大学大学院国際関係学研究科助教授。
- 1991年 - ハーバード大学高等研究員[6]。
- 1995年 - 静岡県立大学国際関係学部教授[6]。
- 1995年 - 静岡県立大学大学院国際関係学研究科教授[2]。
- 2003年 - 静岡県立大学附属現代韓国朝鮮研究センターセンター長[6]。
- 2006年 - 現代韓国朝鮮学会会長[17]。
- 2016年 - 静岡県立大学定年退職[8][9]。
- 2016年 - 東京国際大学国際戦略研究所教授。
- 2016年 - 静岡県立大学名誉教授[13]。
- 2016年 - 静岡県立大学附属現代韓国朝鮮研究センター名誉センター長[13]。

## 著書

### 単著
- 『北朝鮮で何が起きているのか――金正恩体制の実相』（ちくま新書, 2013年）

### 共著
- 『北朝鮮・その実像と軌跡――専門家が伝える政治・軍事・経済・対外関係』（高文研, 1998年）

### 訳書
- A・ドーク・バーネット『現代中国の外交――政策決定の構造とプロセス』（教育社, 1986年）

### 監修
- ケネス・キノネス『北朝鮮――米国務省担当官の交渉秘録』（中央公論新社, 2000年）
- ケネス・キノネス『北朝鮮2――核の秘密都市寧辺を往く』（中央公論新社, 2003年）

## 出演
- 「CNNモーニングEnglish Shower」（1989年9月～1990年3月、テレビ朝日)；司会

他多数